# روبرت ولز (ملحن)
روبرت ولز (بالسويدية: Robert Wells)‏ هو عازف بيانو وموسيقي ومغني وملحن سويدي، ولد في 7 أبريل 1962 في ستوكهولم في السويد.

## وصلات خارجية
- الموقع الرسمي
- روبرت ولز على موقع IMDb (الإنجليزية)
- روبرت ولز على موقع ميوزك برينز (الإنجليزية)
- روبرت ولز على موقع أول ميوزيك (الإنجليزية)
- روبرت ولز على موقع ديسكوغز (الإنجليزية)
- روبرت ولز على موقع قاعدة بيانات الفيلم (الإنجليزية)